# Lisel Brandt-Winkle
Lisel Brandt-Winkle (* 26. Mai 1914 in Lichtenwald, Untersteiermark, heute: Sevinca, Slowenien; † 20. Dezember 2006 in Grünwald) war eine Landschafts- und Porträtfotografin.

## Leben
Nach ihrer Ausbildung 1933 bis 1935 an der Bayerischen Staatslehranstalt für Photographie (zuletzt: Staatliche Fachakademie für Fotodesign München, kurz Fotoschule München) war sie Mitarbeiterin im Atelier Eduard von Wasow und im Atelier Scherdel. Ab 1939 unterrichtete sie an der Fotoschule München. Aus familiären Gründen gab sie 1944 ihre Anstellung auf und arbeitete freiberuflich bis in die frühen 1960er für zahlreiche Zeitschriften- und Buchverlage. Im Alter wandte sie sich der Hinterglasmalerei zu.
Aufgrund ihrer Kontaktfreudigkeit und ihrer Naturverbundenheit profilierte sie sich frühzeitig in den Bereichen Porträt- und Landschaftsfotografie. Insbesondere ihre Aufnahmen von Kindern wurden in Zeitschriftenverlagen häufig veröffentlicht. Da ihr Ehemann, Friedl Brandt, zum Kreis der bedeutendsten Münchner Bergsteiger der 1930er-Jahre (z. B. Matterhornnordwandbezwinger Franz und Toni Schmid) zählte, machte sie auf gemeinsamen anspruchsvollen Ski- und Klettertouren eindrucksvolle Aufnahmen im Hochgebirge von menschenleeren Schneewüsten und majestätischen Felsendomen. Eine Frau im Hochgebirge war damals eher die Ausnahme. Bei Fotos von ihren Fernreisen, z. B. nach Sizilien (1955) und Andalusien (1956), waren es Bilder von Landschaft und Menschen, auf die Verlage gerne zugriffen. Trotz manchmal widriger Umstände bei ihren Exkursionen legte sie stets Wert auf hohe handwerkliche Präzision ihrer Aufnahmen.
Sie war Mitglied der Gesellschaft Deutscher Lichtbildner (GDL).

## Veröffentlichungen (Auswahl)
- Alpenkränzchen Berggeist (Hrsg.): Jugend in Fels und Eis, Lindauersche Universitätsbuchhandlung, München 1935
- Hans Fischer: Bayern rechts und links der Alpenstraße, Rudolf Rother Verlag, München 1937
- Friedrich Springorum: Ein menschlich Land. Variationen über ein bairisches Thema,  Callwey Verlag, München o. J.
- Jul. Schätz: Bayerisches Alpenland, Münchner Verlag, München 1948
- Emil Gretschmann: Lockender Fels, leuchtender Firn, Bruckmann, München 1950
- Jul. Schätz: Berchtesgadener Land, Bruckmann Verlag, München 1953
- Ulrich Pohle (Hrsg.): Deutsche Alpen, Sachsenverlag, Dresden 1957
- Spemanns Alpenkalender 1959
- U. Pohlmann, R Scheutle (Hrsg.): Lehrjahr, Lichtjahre. Die Münchner Fotoschule 1900–2000, Schirmer/Mosel Verlag, München 2000, ISBN 3-88814-943-6

| Personendaten    | Personendaten                                                      |
| ---------------- | ------------------------------------------------------------------ |
| NAME             | Brandt-Winkle, Lisel                                               |
| ALTERNATIVNAMEN  | Brandt-Winkle, Lisl; Brandt-Winkle, Liselotte (vollständiger Name) |
| KURZBESCHREIBUNG | deutsche Landschafts- und Porträtfotografin                        |
| GEBURTSDATUM     | 26. Mai 1914                                                       |
| GEBURTSORT       | Lichtenwald, Untersteiermark (heute Slowenien)                     |
| STERBEDATUM      | 20. Dezember 2006                                                  |
| STERBEORT        | Grünwald bei München                                               |